# キムチ
キムチ（Kimchi（「Kimti」や「kimchee」とも綴る模様）, 韓: 김치）は、白菜などの野菜、塩、唐辛子、魚介塩辛、ニンニクなどを主な材料とする朝鮮半島の代表的な漬物。元来、「キムチ」は今で言う白キムチを指していたが、唐辛子が伝来した後は白キムチを「ペッキムチ」（白いキムチ）と呼び、唐辛子を混ぜたものをタダのキムチと呼ぶようになった。
元々朝鮮半島の厳寒期に備えた保存食であり、野菜を塩漬けしたものから始まった。これに香辛料としてのニンニクや山椒などを加えるようになったのが、キムチの原型とされている。16世紀に日本から朝鮮半島に唐辛子が伝えられると、栽培や加工が容易な唐辛子が山椒に代わって用いられるようになった。韓国では白菜のキムチが文化的な象徴として位置づけられている。
唐辛子の強い刺激、野菜の甘味、乳酸発酵による酸味・うま味と塩辛さが複雑に混じり合った風味が特徴である。多くの場合は魚介類（もしくは魚醤や塩辛や塩アミなどの漬物）やニンニクなどを使用するため、強い匂いと風味を持つ。朝鮮民族は白菜のキムチを、デザートや菓子類以外の料理に入れて幅広く利用する。しかし、現代の韓国人にもキムチ離れが進んでいる。
2023年時点で日本における大部分のキムチは、日本の企業が日本の白菜で作った、日本人向けに乳酸発酵をせず甘めにアレンジした日本式浅漬けキムチが占めている。
国連食料農業機関の標準化委員会である国際食品規格委員会では、キムチの定義を「塩漬けの白菜にさまざまな調味料を混合し、乳酸の生成により適切に熟成・醗酵された製品」と定めており、発酵時間については触れられていない。

## 名称・表記
朝鮮語で「野菜を漬けたもの」を意味する沈菜（침채、チムチェ）が語源とする説や、沈漬（チムチ）、鹹菜（ハムチェ）を語源とする説などがあり、定かではない。
英語表記については、kimuchi（日本語の読み）と表記したものと kimchi と表記したものが同時に使われていたが、東京で開かれた国際食品規格委員会 (CODEX) で日本が浅漬けを含む kimuchi をキムチの標準としようとしたことに対し、韓国は kimchi（朝鮮語語音からマッキューン＝ライシャワー式にて転写）であると主張し、1996年3月に国際食品規格委員会 (CODEX) のアジア部会にて朝鮮語式の kimchi が認められた。一方、文化観光部2000年式では gimchi であり、英語圏においては例えばアメリカの朝鮮料理店では、kim chee 又は kimchee とメニューに書かれていることが多く、他にも Korean pickles、Fermented vegetable foodsという表記もされる。

## 歴史

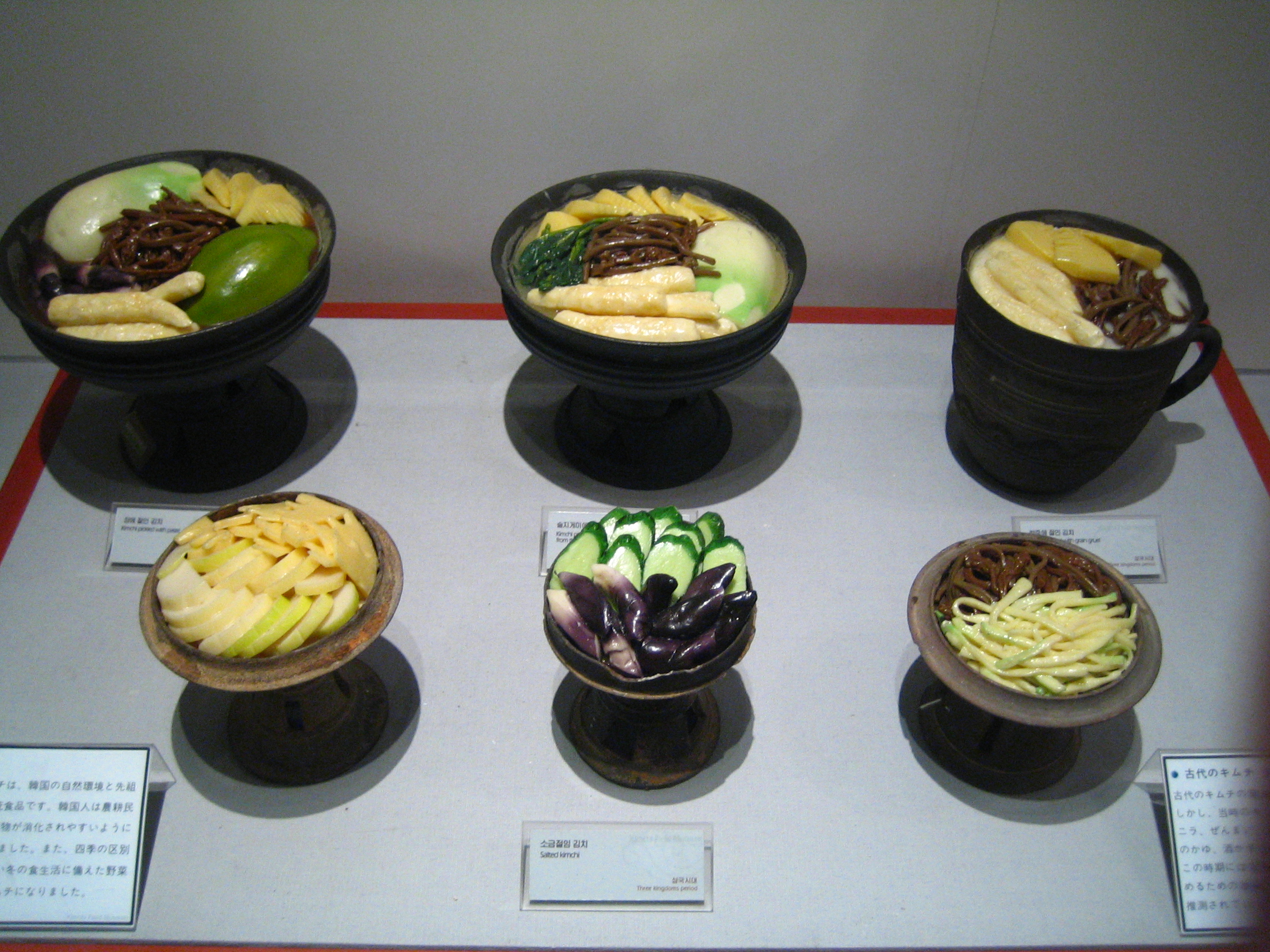
唐辛子が伝来する前のキムチ
（ソウル キムチ博物館）

唐の玄宗を題材とした長編詩で有名な李奎報（1168年 - 1241年）の詩集『東國李相國集』の詩に「得醬尤宜三夏食 漬鹽堪備九冬支（蕪〈かぶら〉は醤漬けして夏の3か月間に食べるのがよく、また塩漬けして9か月間の冬支度に備える）」という記述がある。この記述ではまだ「キムチ」という名称は登場しておらず、該当の食べ物は日本や中国の漬物のようなものであった。キムチを特徴付ける辛い唐辛子はコロンブス交換の前の時代であるため登場していない。
16世紀、文禄の役のころに日本から朝鮮半島に唐辛子が伝来。その後朝鮮半島に唐辛子が普及し、1715年の『山林経済』にてはじめて唐辛子という単語が現れる。19世紀の文献『閨閤叢書』（1809年）に出てくるキムチを見ると、粉の唐辛子ではなく千切りの唐辛子を少し入れる製造方法が記録として残っており（日本で「朝鮮漬け」として知られている漬物に似たもの）、19世紀前後に唐辛子が使用され始めたことが推測される。1827年の『林園十六志』に、はじめて現在の加工法に近い「薀菜」がみえる。
17世紀のキムチづくりの手引き書では白菜が出てくるものはほとんどなく、カブ、ダイコン、キュウリ、ナス、タマネギ、エゾネギなどの他の野菜が一般的であった。現在の結球型の白菜が完成したのは18世紀の中国であり、塩辛（魚醤）、唐辛子そして白菜を使った現在の形のキムチの登場は18世紀以降と考えられている。白菜を使ったキムチに初めて言及した記録は、1766年に発行された『山林経済』（さんりんけいざい）である。この書物には、40種類のキムチについて述べられており、パピルスやガマでつくったキムチなどもある。
キムチの辛さと匂いは独特で、韓国人は食べることを続けても、その匂いのひどさを認めていた。そのため1960年代はじめごろまで、韓国人が異文化を持つ外国人に対して、キムチは積極的に勧められるような食材ではなかったという。1970年代になると、中東へ出稼ぎに出ていた韓国人労働者のおかげで、キムチの輸出市場が大きく拡大することになったが、キムチが世界的に認知されるようになったのは、1988年のソウルオリンピックだったと多くの研究者は考えている。そのころまで韓国では20年続く軍事独裁政権下で急激に工業化と都市化が進み、仕事帰りに店でキムチを買う女性が増え、田舎の家庭料理だったキムチが身近に手に入るようになっていた。ソウルの食品工場内に1986年創設された初代キムチ博物館は、1988年に買収されてソウルオリンピック会場に移転し、キムチはオリンピックの公式メニューに加えられて、以後は韓国アスリートの公認食品にもなった。
1990年代になると日本でもキムチの製造が始められていたが、韓国の製造業者が「日本人が売っているのは、白菜に調味料と人工香料をまぶしたものにすぎない」と言うほど、朝鮮民族がつくるキムチとは似て非なるものであった。日本人はそんなことは知らず、1996年アトランタオリンピックで日本の公認料理に加えようとさえしていた。そのようなことから韓国のキムチ製造業者から非難の声が上がるようになり、韓国はキムチを巡り日本との国際貿易紛争に発展し、国連食糧農業機関の国際食品規格委員会に訴えた。これを受けて国際食品規格委員会は、2001年にキムチを定義する任意規格を発表した。
2000年に韓国で作られるキムチは自家製を含めて150万トンにも上っていたが、2005年には中国のキムチ製造業者が市場に参入して、年間10万トンのキムチを韓国に輸出したことを皮切りに、韓国と中国とのあいだでキムチを巡る紛争が始まった。2005年は韓国の政治家が中国製のキムチに鉛が入っていると無実で根拠のない非難をしたが、韓国の食品医薬品安全庁が中国製キムチの一部から寄生虫の卵を発見した。今度は中国が、韓国製キムチの一部から寄生虫の卵を発見したと発表し、韓国からの輸入を禁止。両国が検査の強化に同意することで、この小競り合いは収束した。また中国は、醗酵させる韓国産キムチには大量に大腸菌が発生するリスクが高いとして、2010年に韓国の低温殺菌していないキムチの輸入を禁止したが、2016年には輸入を再開した。
韓国国内では2010年に白菜が不作の年になり、ソウル市はキムチ緊急援助計画を立ち上げて、白菜30万個分の費用を負担し、市場価格の高騰を抑えた。また、韓国は国内でキムチを作り分け合うキムジャンの風習を無形文化遺産に登録するようユネスコに働きかけ、2013年にこれが認められて「人類の無形文化遺産の代表的な一覧表」に登録された。
韓国の飲食店ではキムチは無料のお代わり自由の副菜として提供されていることが多い（朝鮮料理#特徴を参照）。  2020年の韓国のキムチの輸出は3万9千700トン（1億4451万ドル）で約半数が日本向け、韓国への輸入は28万トン（1億5242万ドル）でほとんどが中国産だった。韓国の飲食店の購入するキムチの89.9%は中国産とされる。韓国の飲食店ではキムチの無料提供が負担になっており、安価な中国産キムチの輸入増加の要因になっている。 しかし、韓国ではキムチ離れが顕著となっている。韓国農林水産食品省「農村経済研究院」による2011年の分析によると、10年間で一人当たりのキムチ消費量は23%減少しており、その理由としてキムチ以外のおかずを食べるようになったことが挙げられている。それを裏付けるように、2001年と2010年の比較では、家庭でキムチを漬ける習慣は68.5%が54.5%と減少している。そして、中国産のキムチ輸入が増大し、過去最大になっている。特に中国産キムチは、価格が韓国産の半額以下となっており、飲食店や学校給食、社員食堂など向けに大量に輸入、消費されている。2010年1月から2015年4月までの「キムチ貿易赤字」は8409万ドル（約914億ウォン）に上った。2018年に韓国の農林畜産食品部は国産キムチの競争力を支援する「キムチ産業振興計画」を発表した。

## 製造法・現地のアレンジ

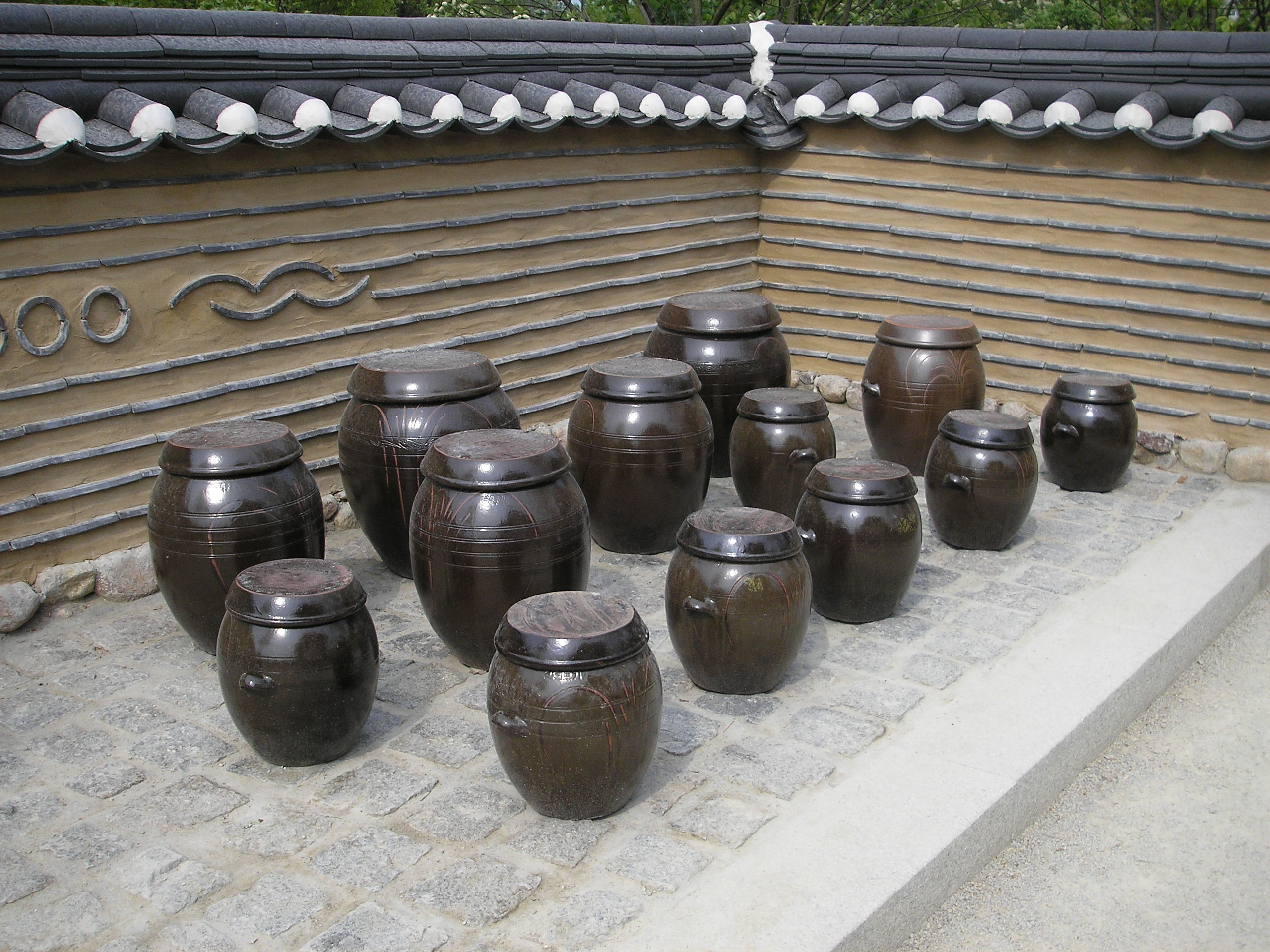
キムチ壺（ハンアリ）。屋外に置くことが多いため、雨露が入らないような蓋がついている

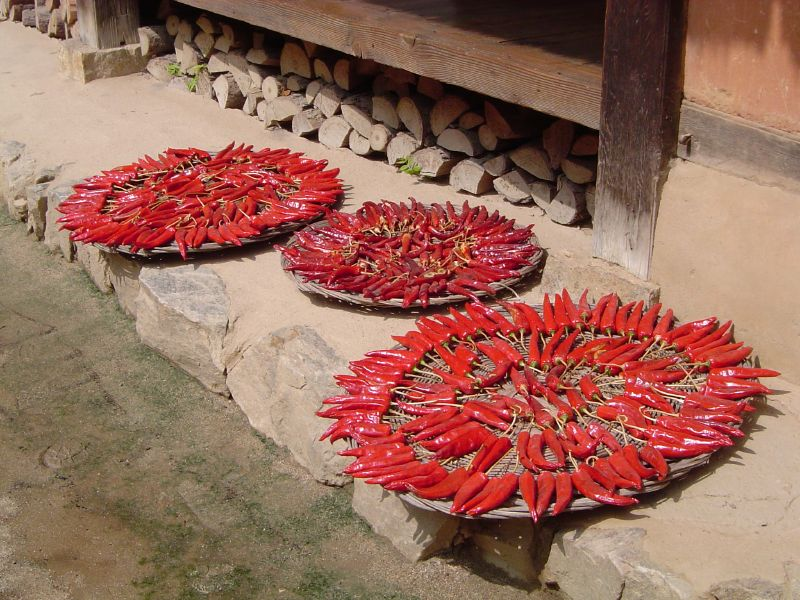
キムチ製造用に乾燥中の唐辛子

### 北朝鮮のキムチ
北朝鮮のキムチは、韓国とほぼ同様であるが、酸味が抑えられ、比較的甘みがある。平壌では水キムチや白キムチが主流で、韓国ほど辛くなく、色も真っ赤ではないものが一般的に食べられている。

### 韓国のキムチ
一般的な白菜キムチの漬け方は以下のとおり。
1. 白菜を縦半分に切って1日ほど塩分濃度5 - 10%の塩水に漬け、重しを置いてしんなりさせる[25]。
2. 水で洗って塩抜きし、葉に薬念（ヤンニョム）とよばれる合わせ調味料を、葉の中までまぶして壺に本漬けする[25]。
  - 薬念としては、大量の赤唐辛子、ニンニク、ショウガ、セウジョッ（シュリンプペーストの一種。日本ではアミエビの名が一般的）、イカ、イシモチ、イワシなどのチョッカル（塩辛）、魚醤の他、ネギ、牛肉や煮干し、昆布などの出汁を合わせたものが用いられる[25]。リンゴ、梨、栗、ナツメなど果物を加えて味をまろやかにしたり、生のカキやイカを加えコクやうまみを補ったりすることもある。
  - かつては陶器製の壺に詰めて土に埋め、年間を通じて比較的安定した温度に保った[25]。
3. 本漬けで4、5日ほど発酵させると完成である。最終的な塩分濃度は3 - 6%になる[25]。最初は乳酸菌が糖分を食べ尽くすが、醗酵がすすむとそれより耐酸性のある微生物と入れ替わる[25]。乳酸発酵を伴うため、ガスが発生する。そのため、完全な密閉容器にキムチを詰めて室温で保管すると、数日で破裂する恐れがある。納豆菌などの特定の菌による発酵ではないため、欧米の専門機関において、発酵食品ではなく、単に乳酸菌により腐敗したものである、と判定されたことがある。
  - 現代のキムチ愛好家は、自宅にキムチ専用の冷蔵庫があり、醗酵中の2、3日は18度に保ち、その後は食べるのを我慢できる限り氷温状態で保存しておく[25]。

北部ではあまり辛くないあっさりしたキムチを作り、白菜の生の食感を保つ傾向にあるが、南部は北部より気温が高いので、塩味と辛味の効いたキムチをつくって保存性を高めようする傾向がある。

#### キムジャン

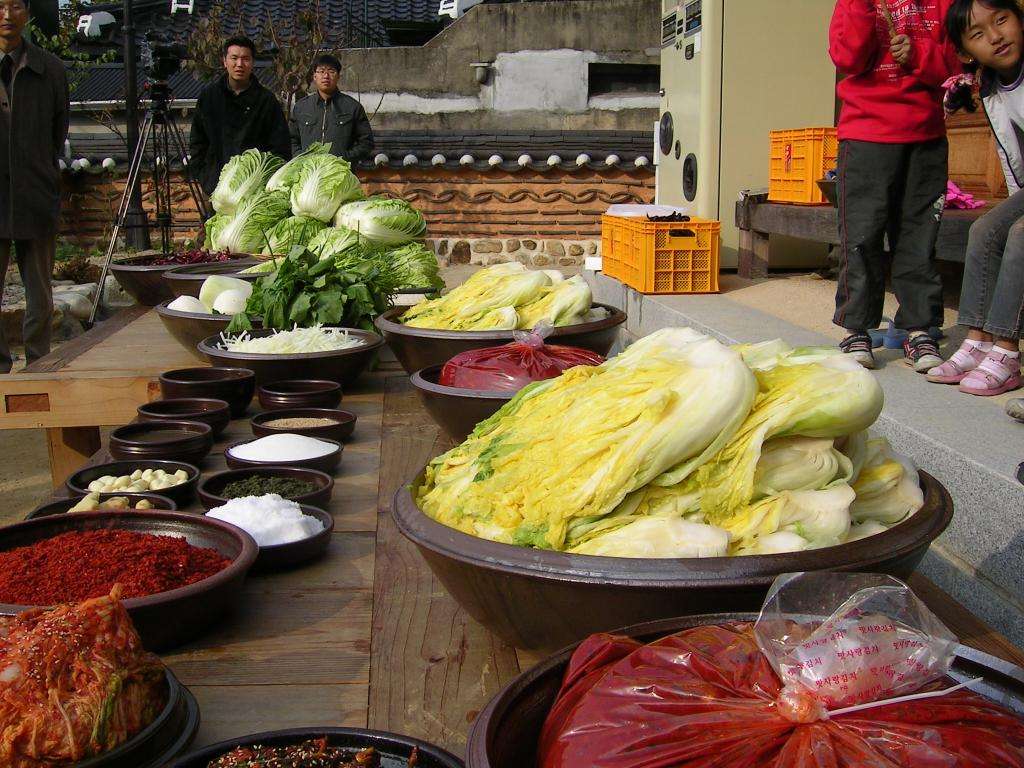
キムジャンの準備

朝鮮半島では寒冷気候のために冬場は新鮮な野菜が取れないので、冬の間にビタミンCの摂取が難しくなる。そのため、毎年晩秋に越冬用の保存食として大量のキムチを漬ける。これを「キムジャン（김장）」といい、白菜キムチほか数種類のキムチを漬け込むが、3～4か月分の大人数分まとめて漬け込むため、一家族分が白菜だけで50株になることもある。2013年に韓国のキムチ作り、2015年に北朝鮮のキムチ作りがそれぞれユネスコの無形文化遺産に登録された。大企業などではそのためのボーナスや休暇が与えられる場合もある。韓国では儒教の影響で女性が飲酒や娯楽に興じることは以前は許されていなかったが、キムジャンの際は公然と飲酒することができ、女性たちの祭りに相当するものであった。家族や親戚の女性、また地域社会の女性が集まり越冬のために十分なキムチを漬ける。キムチ漬けが終われば、漬けたてのキムチとポッサムと呼ばれる豚肉を茹でたものを巻いて食べる慣わしがある。
工業化が始まる前の朝鮮では、キムジャンの日は伝統的に11月7日であった。しかし1950年代になると、多くの労働者が月給を手にして白菜を大量に買う余裕ができる11月25日に移動した。今日の韓国では、学校や仕事がなく家庭に時間的な余裕が生まれるとの理由から、キムジャンは週末に行われている。

#### 家庭の味と韓国における手作り衰退
韓国でキムチは、日本でいう味噌汁のように家庭の味を象徴する料理であり「良いキムチを作れる女性は良い妻となれる」という言葉まである。同国独自の家電商品として、キムチ製造に便利な専用の家庭用冷蔵庫が売られている。しかし、キムジャンを行っている家庭は減少傾向にある。2000年代時点ではスーパーなどで既製品のキムチを買う主婦も多い。特に若い世代では、65%がキムチの作り方を知らないと回答していると、コリア・タイムズが伝えた。

### 日本

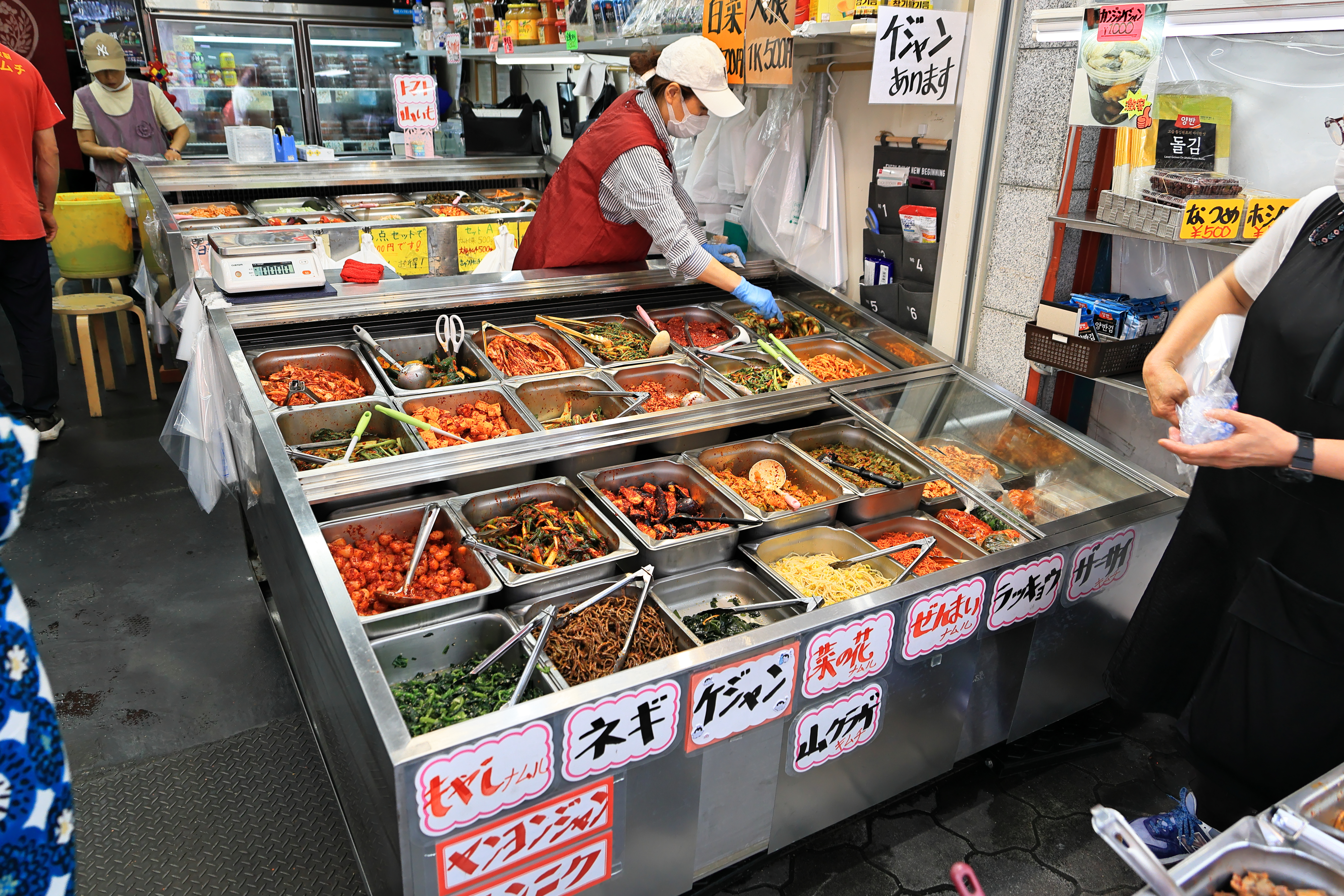
大阪生野コリアタウン商店街の在日韓国人経営のキムチ専門店

昭和末期や平成初期に入る頃までは、その辛さやニンニクの臭みが日本人の味覚に合わなかったことから、朝鮮半島料理を知る人には存在は知られていても、一般にはあまりなじみのないものであった。キムチという名称も一般的ではなく「朝鮮漬」と呼ばれることの方が多かった。一部では珍味とされた。1975年に桃屋から発売された「桃屋 キムチの素」が人気を呼び、また1980年代後半に激辛ブームが起こると「キムチ」消費量が増加したものの、1986年時点でも韓国キムチをそのままを輸入するキムチ販売業者によると納品拒否されている。日本国産以外の韓国キムチが受け入れられるようになったのは、2003年頃の韓流ブーム以降からである。
1980年代後半の激辛ブームが沈静化した後も「キムチ」販売は一定数を保ち、一部のスーパーマーケットやコンビニエンスストアなどで手に入るようになった。そして、一般のスーパーで日本国産の「キムチ」が売られだし、1990年代から急速に消費量が増え、韓国から輸入されたキムチも流通し始めた。だが、韓国の味付けそのままでは日本人の多くには受け入れられなかった。
社団法人・食品需給研究センターによると、「キムチ(日本国産含む)」は2004年時点で、日本国内で浅漬けに次いで2番目に多く消費された漬物とされている。日本国内で流通するキムチの主流は日本産になっている。韓国からのキムチ輸入量も、2005年をピークに減少を始めている。これには韓国側が輸入した中国産白菜のキムチから寄生虫が発見された事件が大きく起因している。一キムチ輸出企業は朝鮮日報の取材に「キムチ騒動の余波が予想以上に長引いている」「安全で健康的というキムチのイメージそのものに傷が付き、売り上げを回復できないでいる」と話した。2005年から2006年の間に日本のキムチ輸入量は46.4%減少した。東京都では人に寄生する有鉤嚢虫（脳や眼に寄生した場合は重篤な症状を示す寄生虫）の感染源として輸入キムチを原因のひとつとして上げている。また、以下のように製法の違いによる嗜好性の問題もある。

#### 日本式キムチ
日本では浅漬けの製法（白菜の塩漬けに調味料を加える方法）でもキムチが作られており、浅漬けキムチ、和風キムチなどと呼ばれ、韓国式のキムチとは区別される。韓国式のキムチと和風キムチの違いは、主に乳酸発酵の有無にある。韓国本来の製法では魚介の塩辛が発酵し、濃厚なうまみとともに、酸味が生まれる。この酸味や、発酵臭とニンニクや魚介の香りが混ざった強い臭気が伴うことから、日本では好みが分かれる。
地方によっては、唐辛子を多めに使った漬物や、にんにくをやや多めに使った白菜漬、白菜のにんにく醤油漬、塩漬けした大根を干したものなどを「朝鮮漬」と称する例もある。
2023年11月時点でも、日本キムチ市場の大部分は、「日本の会社が日本のハクサイで作った」、やや甘い味付けの日本キムチの日本産キムチが占めている。韓国キムチは、日本人の味覚には辛く、少しでも発酵が進むと「傷んだ」と感じる。韓国キムチを推す人々には本場キムチが受けいれられていないことが不満である。

## 種類
さまざまな具材を使ったキムチがあり、その数は200種類以上あると言われている。
ペチュギムチ（배추김치）
白菜のキムチ。単に「キムチ」と称した際はペチュギムチを指す。19世紀に中国で新品種のハクサイの種が輸入され一般的になった、比較的新しいキムチ。
オイギムチ（오이김치）
胡瓜のキムチ。オイソバキ、オイキムチとも。
カクトゥギ（깍두기）
大根のキムチ。カクテキとも。大根をさいの目に切って作る。
チョンガキムチ（총각김치）
チョンガ大根（小型の大根）のキムチ。チョンガクキムチ、チョンガーキムチとも。
ポッサムキムチ（보쌈김치）
開城地方の名物。生のイカやカキなどを白菜の葉で包んで漬ける。保存がきかないため二、三日で食べきらなくてはいけない。
ヤンベチュキムチ（양배추김치）
キャベツ（양배추、洋배추、洋白菜の意）のキムチ。白菜が手に入りにくいヨーロッパなどへ移住した朝鮮系住民によってよく作られていた。また、別府冷麺の具材として店によっては使われている。
マルコフチャ（마르코프차）
ニンジンのキムチ。白菜が手に入りにくい旧ソ連に移住した高麗人によって作られた。
カジキムチ（가지김치）
ナスに葱、ニンニク、糸唐辛子などの薬味を詰めて漬けたキムチ。
チョッパキムチ（쪽파김치）
ワケギを使った即席漬けキムチ。
ムルギムチ（물김치、水キムチ）
唐辛子とニンニクを使わない、汁気の多い白いキムチ。汁ごと食べる。ムルギムチの汁は冷麺の汁には欠かせない。
- ペチュギムチ
- オイキムチ
- カクトゥギ
- レンコンの水キムチ
- 主に冬に食べられるトンチミ（大根の水キムチ）
- ジャンキムチ

地域によりキムチの種類も異なり、北に行くほど薄味に、辛さも控えめになる傾向にある。朝鮮半島北部のキムチは汁気が多く、野菜の素材の味を生かしたものであるのに対し、南部のキムチは唐辛子が多くなり汁気は少ない。この理由として気温が高い南部では亜熱帯性の作物である唐辛子の生産に適していたこと、また同時に豊富に獲れた魚介類を積極的に用いたため臭み消しや保存性を高める目的から唐辛子や塩を多く用いる必要があったことが挙げられる。
また離乳食用に薄味のペースト状になった「赤ちゃんキムチ」や辛さを抑えた「子どもキムチ」も韓国では販売されている。
大韓民国国軍のレーションにもキムチが採用されている。通常の製法では長期保存に適さないため、加熱加圧により発酵を止めつつ食感や風味を損なわないよう加工されているという。

## 栄養素・発癌性
本来の製法で作られたキムチは発酵食品であり、乳酸菌やビタミンが豊富である。

### 塩分
一方で塩分やカプサイシンも多く含むことによる害も指摘されている。韓国保健産業振興院の調査により、キムチを平均の300％程度食べる50～60代の女性は肥満になる危険が27.8％、高血圧症が20.5％、高脂血症が30.4％高いことが判明した。
韓国政府（保健福祉部）が2005年に行なった調査によると、韓国成人の塩分摂取量が世界保健機関 (WHO) 推奨値の2.7倍と極端に多いことが判明した。WHOの塩分摂取推奨値（成人）は一日あたり5グラムだが、韓国成人は13.5g（男性14.9g・女性12.2g）摂取している。又松大学校のチョン・ヘジョン教授が2009年6月30日に発表した説によると、韓国人は1日の塩分摂取量の31.2%をキムチ類から取っているという。

### 発癌性
唐辛子を多く摂る韓国のような国では胃癌の発癌率が高く、唐辛子の中に含まれる「カプサイシン」が発がんを促進させる物質となっていることが韓国内の大学で解明されたほか、それらに対する報告も指摘されている。

## 韓国と中国のキムチ関係
2008年9月には、キムチ体験テーマパーク、キムチ博物館、多目的体験場、低温貯蔵庫などの施設を備えた「キムチ村」が大韓民国京畿道漣川郡にオープンした。韓国は自国産のキムチを日本などに輸出する一方、安価な中国産キムチを輸入しており、中国からの輸入量が韓国から他国への輸出量を上回るほどである。安価な中国産キムチの用途は主として飲食店で出される「突き出し」である。韓国の飲食店の購入するキムチの89.9%は中国産とされる。韓国ではキムチ離れが顕著となっている。韓国農林水産食品省「農村経済研究院」による2011年の分析によると、10年間で一人当たりのキムチ消費量は23%減少しており、その理由としてキムチ以外のおかずを食べるようになったことが挙げられている。それを裏付けるように、2001年と2010年の比較では、家庭でキムチを漬ける習慣は68.5%が54.5%と減少している。そして、中国産のキムチ輸入が増大し、過去最大になっている。特に中国産キムチは、価格が韓国産の半額以下となっており、飲食店や学校給食、社員食堂など向けに大量に輸入、消費されている。2010年1月から2015年4月までの「キムチ貿易赤字」は8409万ドル（約914億ウォン）に上った。2018年に韓国の農林畜産食品部は国産キムチの競争力を支援する「キムチ産業振興計画」を発表した。国内消費量の大半を占める中国産キムチへの懸念が衛生問題から強まっている。

### 起源と「泡菜」論争
2021年7月22日、韓国国内で「中国語でキムチを泡菜と言うなら、四川泡菜と区別することができない」という批判が高まったことを受け、韓国文化体育観光部は中国語での呼び名を「辛奇」とする訓令を発した。2013年にも韓国の国立国語院が中国語での訳名を「辛奇」に表記するように指導したが、中国語圏での不評により、翌年にまた「泡菜」を復帰させた。
2020年11月、中国四川省眉山市の市場監督管理局により「泡菜」（四川泡菜のことを指す）が国際標準化機構（ISO）の認証を受けたことから韓国と中国でキムチ論争がはじまった。  2021年2月3日に中国人YouTuber、李子柒が白菜の漬物を漬ける様子を中国伝統料理として紹介したことでさらに論争になった。さらに韓国人YouTuber・Hamzyがキムチは韓国の食べ物だと投稿したのを受け、中国のネットユーザーと韓国のネットユーザーによるコメント戦争となり中国側所属事務所はHamzyとの契約を解除した。  2021年1月20日、中国外務省報道官の華春瑩は定例記者会見で、キムチ論争に関連して「両国間の感情を害してはならない」としながらも「中国は塩漬けの発酵食品を泡菜と呼び、朝鮮半島と中国の朝鮮族はキムチと呼んでいる」とキムチと泡菜を同一視する趣旨の発言を行なっている。

## キムチを巡る事件

### 寄生虫事件
2005年10月、韓国の保健福祉部は中国産の輸入キムチから寄生虫の卵を検出したと発表した。寄生虫の卵は未熟性のものであり、これらは、人糞を利用した有機質肥料が感染源と見られ、製造過程に於ける白菜の洗浄が適切でなかったためと見られている。なお食べても健康上問題はないとされたが、韓国政府は該当する中国の製造メーカーに対し洗浄の徹底と寄生虫卵の残留可否を検査するように義務付けた。2005年11月3日、韓国の食品医薬品安全処は韓国産のキムチと白菜から寄生虫の卵が検出されたと発表した。14日、日本の厚生労働省は「日本国内で市販されていた韓国産キムチから回虫の卵が見つかった」と発表した。同省輸入食品安全対策室によると、10月中旬ごろ輸入された400グラム入りパック1個を研究チームが購入して調査した結果31日、中国の国家質量監督検験検疫総局は韓国産キムチとコチュジャンなどから寄生虫の卵が検出されたと発表した。　

### 食べ残し再利用問題
韓国の食堂の食べ残し再利用が度々問題になっている。韓国の食堂ではキムチが無料で提供されるが、これが再利用される問題がある。更に安価なために食堂のキムチは中国産である。「26万人のチャンネル登録者を抱える有名韓国人ユーチューバーが自身の伯母が経営する釜山のテジクッパ（豚のスープご飯）有名韓国食堂からライブ配信をしていたところ、客の残したカクトゥギ（大根の角切りキムチ）を厨房のおかず保存ケースに入れ、すぐに別の店員がそのケースから新しい皿に取り分けるという、おかず再利用の場面が映り込んだために批判を浴びた。

### 裸キムチ事件
2019年時点で韓国のキムチの国内需要は約77万トンの内、約4割を主に中国からの輸入に依存している。韓国産と比べて、中国産キムチは価格が安いため、食堂などで出てくるキムチのほとんどは中国産である。ところが、2021年3月に裸の中国人男性が地面に掘られた大きな泥水のような塩水で満たされたプールに入って、キムチ用の白菜をかき混ぜたり、錆びている掘削機で白菜の山を持ち上げたり、唐辛子の山の中に大量のネズミが住み着いていたり、作業員が靴を履いたまま白菜の上を歩いている不衛生な中国産キムチ製作映像が韓国で話題になった。動画をアップしたというパワーショベル技士を名乗る中国人は「皆さんが食べる白菜も、私が漬けたもの」「こうして作った白菜は韓国など各国にも輸出されている」と語ったことで中国産輸入キムチに頼る韓国社会に衝撃が走った。韓国MBCテレビは、中国メディアが「中国では普通にみられる様子だ」と報道したことを伝えている。事件をうけて、韓国国立農産物品質管理院が同年3月22～28日に、国内の飲食店や加工業者など3293社を対象に緊急点検実施すると、中国産を「韓国産」と虚偽していた表記が続出した。

### アジア大会キムチ持込事件
2006年、アジア大会2006選手村(ドーハ)において「飲食物持ち込み規制」をされているのにもかかわらずこのルールに従わずに韓国選手団がキムチを持ち込み、没収されたことに選手や韓国オリンピック委員会職員（KOC）が執拗な抗議をしたため、警察が出動してKOC職員が勾留される騒ぎがあった。